# Cuộc vây hãm ở Waco
Các cuộc vây hãm ở Waco (tiếng Anh: Waco Siege) là các vụ vây hãm diễn ra từ 28 tháng 2 đến 19 tháng 4 năm 1993 của Cục Rượu, bia, súng và thuốc lá Hoa Kỳ (ATF), Cục Điều tra Liên bang (FBI) và chính quyền bang Texas nhắm vào Giáo phái Branch Davidian vì nghi ngờ giáo phái này vi phạm luật vũ khí. Giáo phái Davidian là một giáo phái được tách ra vào năm 1955 từ Giáo hội Cơ Đốc Phục Lâm, được David Koresh dẫn dắt và đặt trụ sở tại Elk, Texas, Hoa Kỳ.
Sự việc bắc đầu khi ATF cố gắng tấn công trụ sở của Giáo phái Branch Davidian khi nghi ngờ giáo phái này vi phạm về vũ khí. Thế là một cuộc đấu súng xảy ra, dẫn đến cái chết của 4 nhân viên chính phủ và 6 tay súng của giáo phái. Rồi đến một cuộc bao vây do FBI khởi xướng, gây bế tắc suốt 51 ngày. Cuối cùng, FBI đã mở một cuộc tấn công và dùng hơi cay để buộc tất cả những người trong trại phải ra ngoài. Trong một cuộc tấn công, một ngọn lửa đã nhấn chìm trại, gây ra cái chết cho 76 người, trong đó có David Koresh.
Đến nay, cuộc bao vây vẫn còn nhiều tranh cãi như ngọn lửa từ đâu ra; một cuộc điều tra vào năm 2000 đã cho rằng các thành viên giáo phái đã làm cháy Cuộc vây hãm này được cho là đã liên quan tới vụ đánh bom Thành phố Oklahoma đúng hai năm sau của Timothy McVeigh và Terry Nichols.

## Bối cảnh
Giáo phái Branch Davidian là một giáo phái tách ra khỏi từ một ly giáo trong Giáo hội Cơ Đốc Phục Lâm của Davidian Seventh-day Adventist (Davidian) sau cái chết của người sáng lập Davidian là Victor Houteff. Houteff thành lập Davidian vì tin vào lời tiên tri sự tái sinh của Chúa Giê-su. Sau khi Houteff qua đời, nhóm Branch Davidian thành lập. Lãnh đạo của nhóm này là David Korseh đặt trụ sở tại một đỉnh đồi ở Waco, Texas.
Ở đây, nhóm này xây dựng rất nhiều tòa nhà, có một số người trong nhóm này đã bán lều, xe tải, xe buýt và các tài sản khác.
Sau khi lời tiên tri của vợ Victor Houteff - Florence Houteff thì Benjamin Roden, người sáng lập của Giáo hội Cơ Đốc Phục Lâm đã trở thành quản lý của nhóm này. Ông thúc đẩy niềm tin giáo lý hơi khác với Davidian Sevent-day của Victor Houteff. Rồi Roden chết, vợ của Roden là Lois Roden coi con trai của bà - George Roden không thích hợp với vị trí của Benjamin, chồng mình. Sau đó, bà cho Vernon Howell (tức David Koresh) làm lãnh đạo. Năm 1984, trong một cuộc họp của nhóm, Vernon và George chia thành hai phe. Sau sự kiện này, nhóm của Vernon di chuyển đến Palestine, Texas. Còn nhóm của George thì chuyển tới núi Mount Carmer.
Sau khi Lois Houteff chết, Howell đã cố gắng chiếm lấy núi Mount Carmer bằng vũ lực. George Roden đã đào lên quan tài của Anna Hughes và thách thức Howel làm cho người này sống lại để cho chứng minh là người thừa kế lãnh đạo. Howell liền đến cảnh sát báo tin George phạm tội lạm dụng thi thể. Nhưng các công tố viên từ chối vì không có bằng chứng. Ngày 3 tháng 11, Howell chụp ảnh quan tài nhằm chứng minh rằng Geogre phạm tội. Sau đó, cảnh sát tấn công vào núi Mount Carmer để bắt George Roden. Trong cuộc đấu súng, George dã bị thương. Rồi George đầu hàng mà không có điều kiện. Hôm sau, Geogre bị bắt và xét xử. Hôm sau đó, Perry Jones cùng một số người theo Howell chiếm lại được núi Mount Carmer, tại đây, Howell tự xưng là David Koresh.
Năm 1992, chính quyền Texas tịch thu 72 mẫu Anh (31 ha) đất trên núi Mount Carmer và tháo dỡ nhiều tòa nhà của nhóm này.

## Nguyên nhân
Ngày 27 tháng 3 năm 1993, Mark Anh và Darlene McCormick đăng bài "Tội lỗi của Messiah" trên tạp chí Waco Tribune-Herald cáo buộc David Koresh lạm dụng tình dục cũng như Koresh theo chế độ đa thê và đã tuyên bố kết hôn với nhiều phụ nữ trong giáo phái. Theo bài báo, Koresh kết hôn với ít nhất 150 người vợ. Một số trẻ em độ tuổi từ 12 - 13 tuổi cũng làm vợ cho Koresh.
Ngoài việc bị cáo buộc lạm dụng tình dục mà David Koresh còn bị cáo buộc vi phạm luật vũ khí. Vào tháng 5 năm 1992, ông Daniel Weyenberg, phó cảnh sát trưởng hạt McLennan đã báo cáo với ATF đã phát hiện một nhân viên bưu chính đã đem tới trại của Giáo phái Branch Davidian súng, lựu đạn và chất bột màu đen. Ngày 9 tháng 6, một cuộc điều tra của ATF mở ra, qua đó quyết định nâng cao giám sát Giáo phái Branch Davidian. Bộ phim tài liệu Inside Waco cho rằng ATF đã quan tâm tới các hợp chất mà Branch Davidian nhận được từ khi cuộc điều tra bắt đầu từ năm 1992. Ngày 30 tháng 6, một người của ATF đã đến trụ sở của Branch Davidian để kiểm tra vũ khí của Branch Davidian và kiểm tra giấy phép của giáo phái này. Từ đó, ATF bắt đầu theo dõi các tòa nhà của Branch Davidian.
Theo lời khai của David Aguilera, Branch Davidian đã mua rất nhiều loại súng, chẳng hạn như loại AR-15. Những loại súng được Aguilera tìm kiếm. Các lệnh tìm kiếm đã được đưa ra và cũng đã chứng minh rằng Koresh vi phạm luật vũ khí. Paul Fatta, người từng tham gia Branch Davidian từ năm 1987, nói trên tờ The New York Times rằng ông và David Koresh đã tới cảnh sát và nói rằng việc sử dụng súng của Branch Davidian là hợp pháp.

## Tấn công

### Mở đầu
Bản khai của Aguilera cáo buộc Branch Davidian vi phạm luật vũ khí, ATF được lệnh kiểm tra Branch Davidian và bắt giữ Koresh cùng những người trong giáo phái. Các lệnh điều tra được đưa ra ngày 28 tháng 2 năm 1993. ATF thông báo rằng Koresh đã điều hành một phòng thí nghiệm methamphetamine và sở hữu rất nhiều vũ khí.
ATF đã lên kế hoạch tấn công Giáo phái Branch Davidian vào ngày thứ Hai, 1 tháng 3 năm 1993 với tên "Showtime". ATF đã lùi cuộc tấn công trước 1 ngày – tức vào ngày 28 tháng 2 sau bài Tội lỗi của Messiah trên Waco Tribune-Herald.
Dù ATF muốn bắt David Koresh vì Koresh đã ra khỏi các tòa nhà của Branch Davidian nhưng các thông tin cho rằng Koresh hiếm ra khỏi đó.

### Ngày28 tháng 2
ATF đang cố gắng tấn công Branch Davidian thì một phóng viên của đài KWTX-TV đưa tin về cuộc tấn công làm cho Koresh biết trước cuộc tấn công. Robert Rodriguez – người của ATF thâm nhập vào Branch Davidian đã rất ngạc nhiên khi biết mình đã bị lộ. Khi được hỏi trong lúc đó những người trong các tòa nhà của Branch Davidian đang làm gì ? Robert Rodriguez trả lời rằng: "Họ đang cầu nguyện." Koresh nói với những người trong tòa nhà là ông sẽ nói chuyện với ATF và những gì xảy ra tiếp theo là phụ thuộc vào ATF.
Ba máy bay trực thăng của chính quyền Texas đã được đưa đến các tòa nhà của Branch Davidian để chụp các bức ảnh trong toà nhà. Những người trong các tòa nhà yêu cầu một lệnh ngừng bắn từ chính quyền.
Nhưng ATF không đồng ý với Branch Davidian. ATF đã bắn một quả đạn vào phía Tây tòa nhà. Branch Davidian đã chống trả lại bằng cách bắn các máy bay trực thăng của ATF nhưng không làm nguy hiểm người trong máy bay khiến cho các máy bay trực thăng phải tạm dừng nhiệm vụ và bay về phía Đông tòa nhà. Một người của ATF đã bị giết chết. ATF đập vỡ một cửa sổ và ném vào một quả lựu đạn và ba nhân viên của ATF vào chỗ cất giấu vũ khí của Branch Davidian. Trong phòng chứa vũ khí, ATF đã bắn chết một tay súng Branch Davidian và phát hiện một bộ cache của các loại vũ khí. Một số người cố trốn thoát khỏi tòa nhà thi ATF đã dùng lửa và làm 1 người chết và nhiều người bị thương. Số người của ATF bị thương tăng lên đáng kể. Một nhân viên của ATF đã bị bắn từ một tay bắn tỉa trên tháp nước. Lửa vẫn cháy nhưng cuộc tấn công đã chậm lại. Cuộc chụp ảnh của ATF kéo dài hai giờ.
Cảnh sát trưởng Texas đã liên lạc với ATF để kêu gọi ATF đàm phán với Branch Davidian về một thỏa thuận ngừng bắn. Nhân viên ATF Chuck Hustmyre sau này viết: "Sau 45 phút, tiếng súng bắt đầu ít lại. Chúng tôi đã chạy ra khỏi trại của ATF..." Sau khi ATF đạt thỏa thuận ngừng bắn, các nhân viên ATF được lệnh ra khỏi các trại của Branch Davidian.
Bốn nhân viên ATF đã thiệt mạng và 16 nhân viên bị thương. 5 người của giáo phái Branch Davidian cũng đã thiệt mạng.

### Các sự kiện diễn ra vào ngày 28 tháng 2
| Thời gian | Sự kiện |
| --------- | --- |
| 09:45     | Cuộc đấu súng bắt đầu                                                                                            |
| 09:48     | Giáo phái Branch Davidian gọi 911                                                                                |
| 11:30     | ATF và Branch Davidian đạt thỏa thuận ngừng bắn                                                                  |
| 16:00     | Thông điệp của David Koresh được truyền qua đài KRLD                                                             |
| 17:00     | Phát ngôn viên của ATF Ted Royster nói rằng tiếng súng vẫn còn ở các trại của Branch Davidian                    |
| 19:30     | Koresh được CNN phỏng vấn                                                                                        |
| 20:15     | Người phát ngôn ATF Sharon Wheeler cho biết ATF vẫn đang đàm phán với Branch Davidian và tiếng súng đã kết thúc. |

## Cuộc vây hãm
Các nhân viên ATF đã liên lạc với David Koresh và những người bên trong trại sau khi họ rút lui.
Branch Davidian đã đàm phán với ATF, FBI và chính quyền địa phương qua điện thoại.
Trong các ngày đầu, FBI tin rằng họ đã có một bước đột phá khi đàm phán với Branch Davidian qua đài phát thanh. Các trẻ em trong trại của Branch Davidian đều cáo buộc mình bị lạm dục tình dục và đây là điều để FBI, tổng thống Bill Clinton và tổng chưởng lý Janet Reno cho xịt hơi cay bắt buộc Branch Davidian ra khỏi trại.
Trong cuộc vây hãm, Branch Davidian đã gửi cho FBI một cuốn băng video. Trong đoạn video, David Koresh đã giới thiệu "con" của mình và "vợ" của mình.
Vào ngày 8 tháng 3, vẫn còn 23 trẻ em còn ở trong các trại của Branch Davidian. David Koresh xin FBI cho thêm thời gian để ông kịp viết những cuốn sách về tôn giáo mà ông nói rằng ông phải hoàn thành chúng trước khi ông đầu hàng.
ATF đã có rất có nhiều cách để giáo phái Branch Davidian ra khỏi trại (Ví dụ: gây thiếu ngủ cho những người trong trại bằng cách phát ra những bản ghi âm tiếng máy bay phản lực, nhạc pop, tiếng động vật thét khi sắp bị giết.) Các xe bọc thép đã phá huỷ hàng rào của trại. Xe bọc thép nhiều lần đi qua ngôi mộ của Peter Gent bất chấp sự phản đối của giáo phái Branch Davidian và các nhà đàm phán.
Cuộc tấn công của ATF và FBI càng ngày càng mạnh khiến cho David Koresh phải đưa một nhóm người rời đi. 11 người còn lại đã bị FBI bắt giữ, trong đó có một người bị buộc tội "mưu sát".
Trẻ em ở trong trại sẵn sàng ở lại với Koresh để chống lại các nhà đàm phán.
Cuộc đàm phán giữa David Koresh và các nhà đàm phán ATF ngày càng khó khăn. Một tuần trước ngày 19 tháng 4, FBI đã có kế hoạch dùng súng bắn tỉa giết chết David Koresh. FBI lo sợ Branch Davidian sẽ tự sát tập thể.

## Cuối cùng

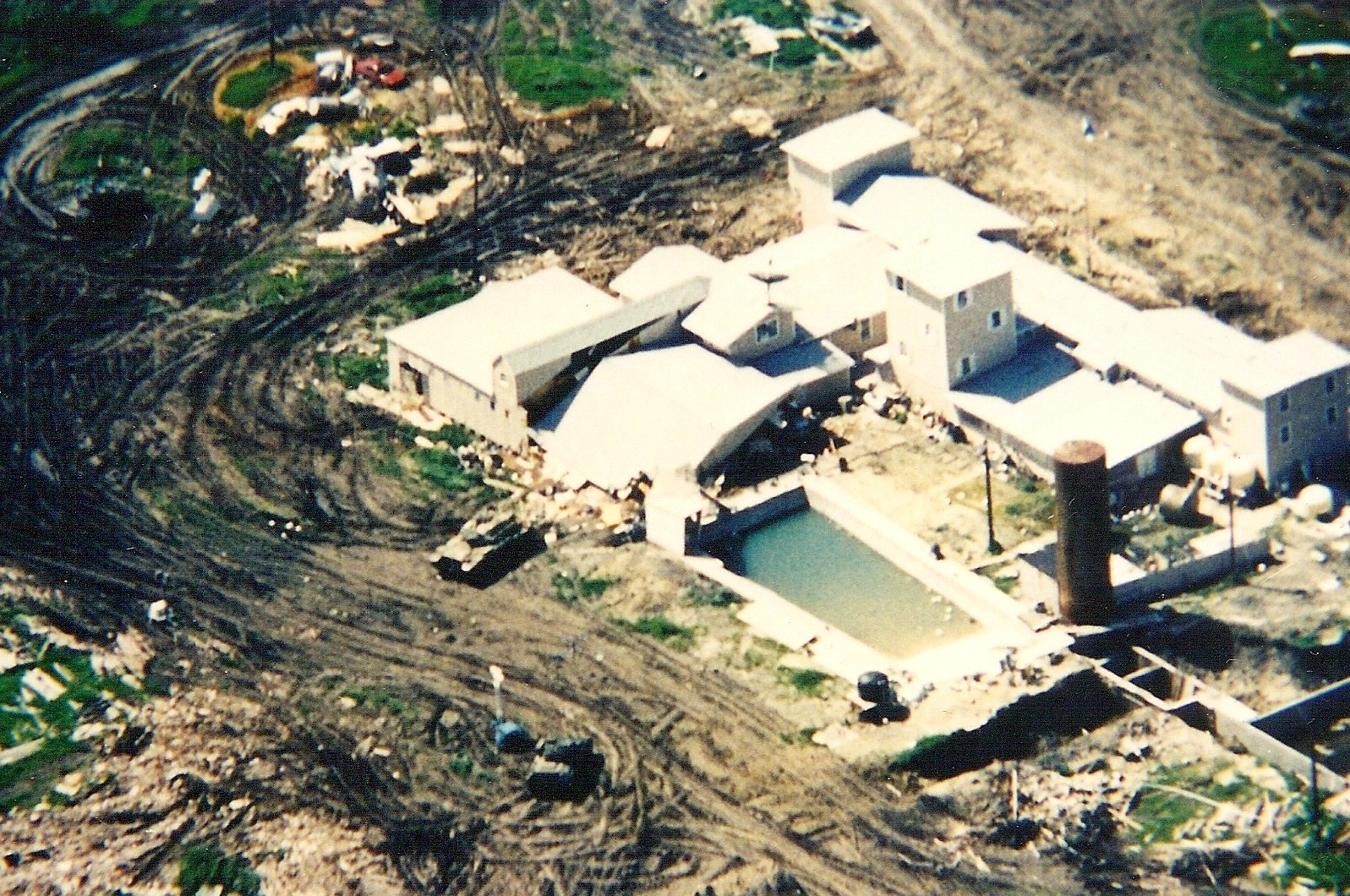
Một chiếc M78 Combat Engineer tháo dỡ một bức tường trong cuộc tấn công

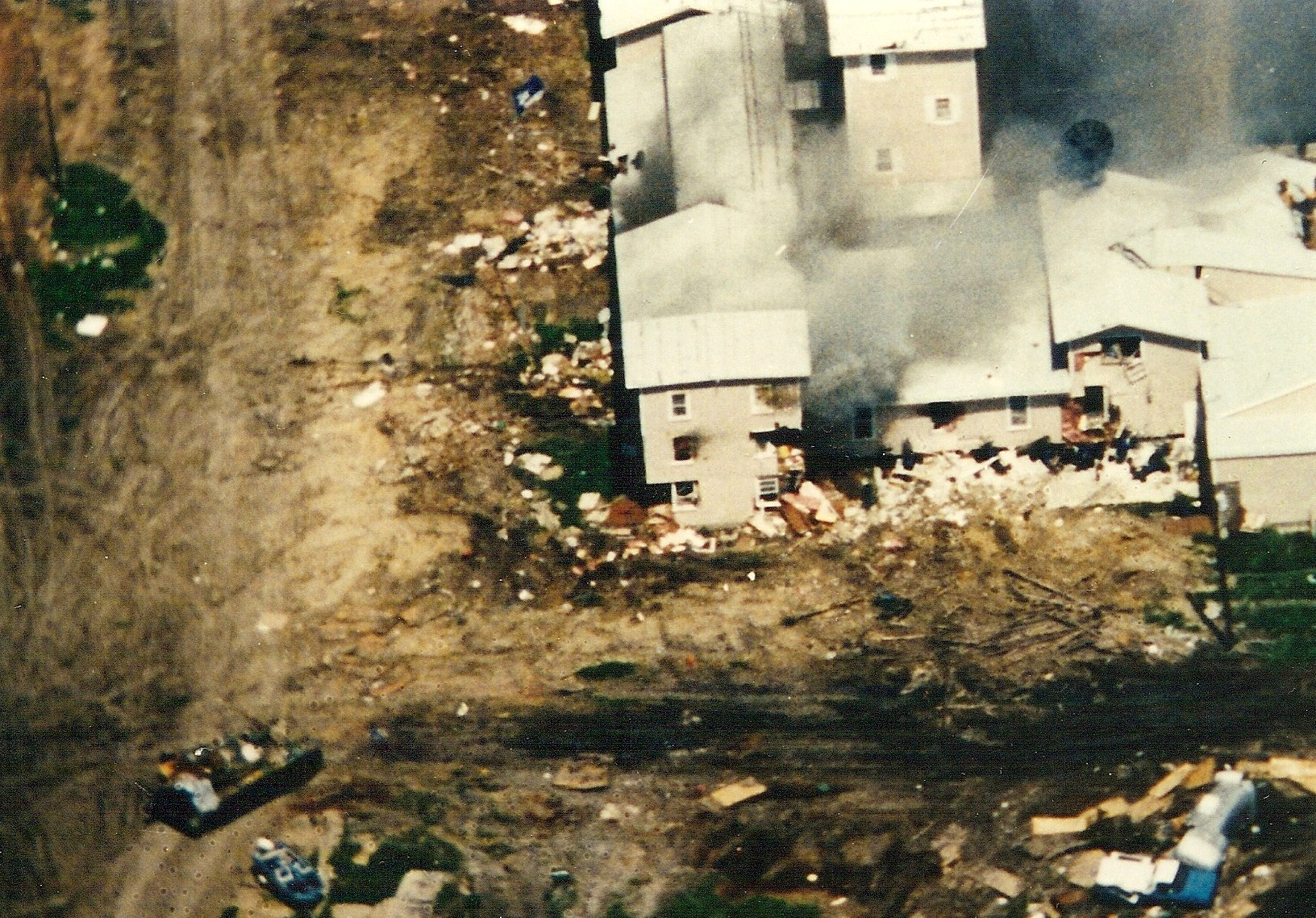
Khói bốc lên từ các trại của Branch Davidian

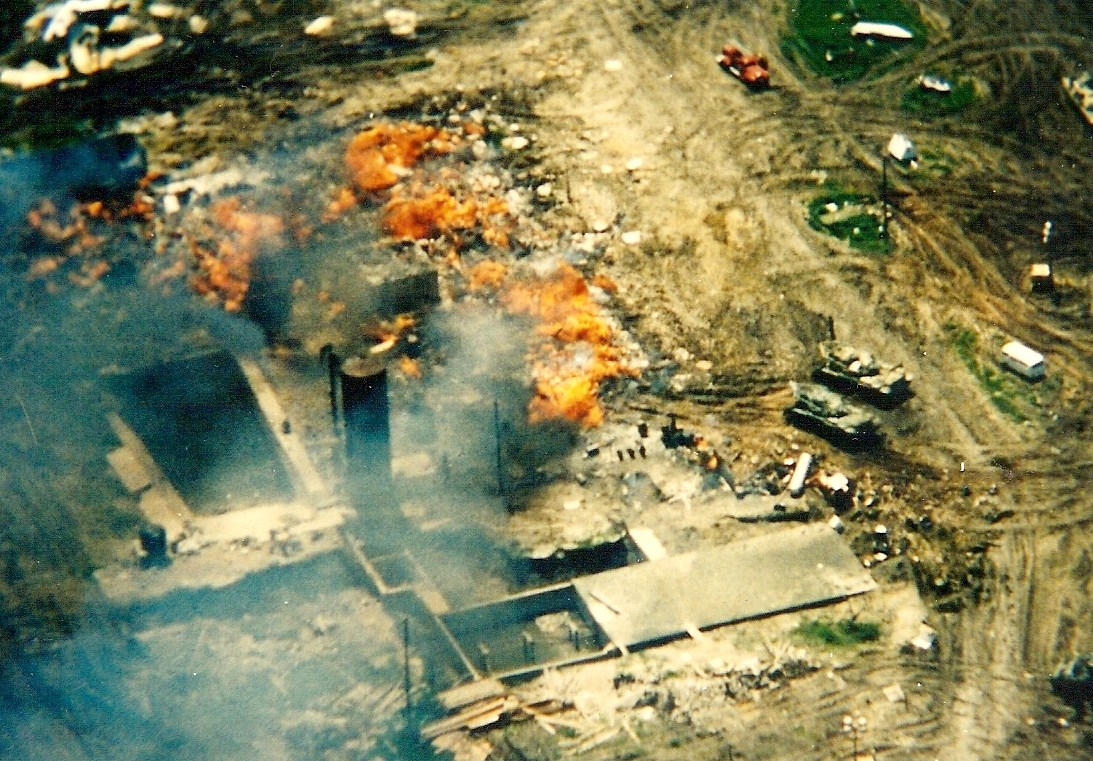
Tàn tích cuối cùng của Branch Davidian

Tổng chưởng lý Hoa Kỳ Janet Reno đã đồng ý kiến nghị của FBI tổ chức một cuộc tấn công khi tình hình đang xấu đi và nhiều trẻ em đã bị lạm dụng trong trại của Branch Davidian. Việc các trẻ em bị lạm dụng tình dục và tự sát tập thể là có thật.
Branch Davidian được trang bị vũ khí rất hiện đại, như súng trường, xe bọc thép... Chính quyền tăng áp lực cho David Koresh bằng cách bơm hơi cay vào các tòa nhà.
Vào giữa trưa 19 tháng 4, ba vụ nổ xảy ra ở các phía của tòa nhà Branch Davidian. Chỉ chín người ra khỏi tòa nhà. Những người còn lại, bao gồm cả David Koresh được cho là đã bị chôn sống trong đống đổ nát hoặc bị thiêu cháy bởi ngọn lửa.

### Các sự kiện trong ngày 19 tháng 4
| Thời gian | Sự kiện |
| --------- | --- |
| 05:50     | ATF và FBI đe dọa với Branch Davidian sẽ sử dụng xe tăng để tấn công                                         |
| 06:10     | FBI bơm hơi cay vào tòa nhà của Branch Davidian                                                              |
| 06:47     | FBI bắn đạn qua cửa sổ                                                                                       |
| 07:30     | CEV1 được tái triển khai                                                                                     |
| 07:58     | CEV2 thúc vào phía sau tòa nhà, các xe khác được lệnh rút lui                                                |
| 08:08     | FBI bơm hơi cay vào tòa nhà                                                                                  |
| 10:00     | Một người đàn ông vẫy cờ trắng ở phía Đông Nam của tòa nhà. Nhưng người đàn ông đó không đi ra khỏi tòa nhà. |
| 11:45     | Bức tường phía bên phải bị sụp đổ                                                                            |
| 12:07     | Ngọn lửa bắt đầu xuất hiện ở hai điểm trước tòa nhà.                                                         |
| 12:10     | Ngọn lửa nhanh chóng lan ra toàn bộ tòa nhà do gió giật mạnh                                                 |
| 12:12     | Branch Davidian gọi cho Sở Cứu hoả Waco                                                                      |
| 12:25     | Có một vụ nổ lớn ở bên trái tòa nhà                                                                          |
| 12:30     | Một phần tòa nhà sụp đổ                                                                                      |
| 12:43     | Xe cứu hoả đến hiện trường                                                                                   |
| 12:55     | Tất cả tòa nhà bị san bằng                                                                                   |
| 15:45     | FBI cho rằng David Koresh đã chết và 51 ngày vây hãm kết thúc                                                |

### Số người thiệt mạng trong ngày 19 tháng 4
Dưới đây là danh sách những người thiệt mạng trong ngày 19 tháng 4:
1. Chanel Andrade, 1 tuổi, người Hoa Kỳ
2. Jennifer Andrade, 19 tuổi, người Hoa Kỳ
3. Katherine Andrade, 24 tuổi, người Hoa Kỳ
4. George Bennett, 35 tuổi, người Anh
5. Susan Benta, 31 tuổi, người Anh
6. Mary Jean Borst, 49 tuổi, người Hoa Kỳ
7. Pablo Cohen, 38 tuổi, người Israel
8. Abedowalo Davies, 30 tuổi, người Anh
9. Shari Doyle, 18 tuổi, người Anh
10. Beverly Ellilot, 30 tuổi, người Anh
11. Doris Fagan, 51 tuổi, người Anh
12. Yvette Fagan, 32 tuổi, người Anh
13. Lisa Marie Farris, 24 tuổi, người Hoa Kỳ
14. Raymond Friesen, 76 tuổi, người Canada
15. Sandra Hardial, 27 tuổi, người Anh
16. Diana Henry, 28 tuổi, người Anh
17. Paulina Henry, 24 tuổi, người Anh
18. Phillip Henry, 22 tuổi, người Anh
19. Stephen Henry, 26 tuổi, người Anh
20. Vanessa Henry, 19 tuổi, người Anh
21. Zilla Henry, 55 tuổi, người Anh
22. Novellette Hipsman, 36 tuổi, người Canada
23. Floyd Houtman, 61 tuổi, người Hoa Kỳ
24. Sherri Jewell, 43 tuổi, người Hoa Kỳ
25. David M. Jones, 38 tuổi, người Hoa Kỳ
26. Bobbie Lane Koresh, 2 tuổi, người Hoa Kỳ
27. Cyrus Koresh, 8 tuổi, người Hoa Kỳ
28. David Koresh, 33 tuổi, người Hoa Kỳ
29. Rachel Koresh, 24 tuổi, người Hoa Kỳ
30. Sao Koresh, 6 tuổi, người Hoa Kỳ
31. Jeffery Little, 32 tuổi, người Hoa Kỳ
32. Nicole Gent Little, 24 tuổi, người Úc
33. Dayland Lord Gent, 3 tuổi, người Úc[29]
34. Paiges Gent, 1 tuổi, người Hoa Kỳ
35. Anita Martin, 18 tuổi, người Hoa Kỳ
36. Diane Martin, 41 tuổi, người Anh
37. Lisa Martin, 13 tuổi, người Hoa Kỳ
38. Sheila Martin, Jr., 15 tuổi, người Hoa Kỳ
39. Wayne Martin, Jr., 20 tuổi, người Hoa Kỳ
40. Waybe Martin, Sr., 42 tuổi, người Hoa Kỳ
41. Abigail Martinez, 11 tuổi, người Hoa Kỳ
42. Audrey Martinez, 13 tuổi, người Hoa Kỳ
43. Crystal Martinez, 3 tuổi, người Hoa Kỳ
44. Isaiah Martinez, 4 tuổi, người Hoa Kỳ
45. Joseph Martinez, 8 tuổi, người Hoa Kỳ
46. Julliete Martinez, 30 tuổi, người Hoa Kỳ
47. John-Mark McBean, 30 tuổi, người Hoa Kỳ
48. Bernadette Mondelly, 31 tuổi, người Anh
49. Melissa Morrison, 6 tuổi, người Anh
50. Rosemary Morrison, 29 tuổi, người Anh
51. Sonia Murray, 29 tuổi, người Hoa Kỳ
52. Theresa Nobrega, 48 tuổi, người Anh
53. James Riddle, 32 tuổi, người Hoa Kỳ
54. Rebecca Saipaia, 24 tuổi, người Philippines
55. Judy Schneider, 41 tuổi, người Hoa Kỳ
56. Steve Schneider, 43 tuổi, người Hoa Kỳ
57. Mayanah Schneider, 2 tuổi, người Hoa Kỳ
58. Clifford Sellors, 33 tuổi, người Anh
59. Scott Kojiro Sonobe, 35 tuổi, người Hoa Kỳ
60. Floracita Sonobe, 34 tuổi, người Philippines
61. Aisha Gyrfas Summers (mang thai), 17 tuổi, người Úc
62. Gregory Summers, 28 tuổi, người Hoa Kỳ
63. Startle Summers, 1 tuổi, người Hoa Kỳ
64. Hollywood Sylvia, 1 tuổi, người Hoa Kỳ
65. Lorraine Sylvia, 1 tuổi, người Hoa Kỳ
66. Rachel Sylvia, 1 tuổi, người Hoa Kỳ
67. Chica Jones, 2 tuổi, người Hoa Kỳ
68. Serenity Jones, 4 tuổi, người Hoa Kỳ
69. Litte One Jones, 2 tuổi, người Hoa Kỳ
70. Margarida Vaega, 47 tuổi, người New Zealand
71. Nean Vaega, 38 tuổi, người New Zealand
72. Mark H. Wendell, 40 tuổi, người Hoa Kỳ

Theo FBI, những người trong tòa nhà không chịu ra khỏi đó cho đến khi phát hiện là đã chết. FBI cũng cho rằng các mảnh võ phía Tây đã chặn lại một lối thoát hiểm thông qua hầm. Một cuộc điều tra độc lập của Đại học Maryland cho thấy những người trong tòa nhà có thể thoát ra dễ dàng nếu họ muốn ra khỏi tòa nhà.
Khám nghiệm tử thi cho thấy họ có thể bị những vách tường đè trúng gây chấn thương sọ. Một số khác được cho rằng bị ngộ độc xyanua. Một số trẻ em được cho rằng đã hít phải hơi cay của ATF hoặc là FBI.
Hồ sơ khám nghiệm tử thi cho thấy nhiều người trong tòa nhà đã bị bắn chết, trong đó có 5 trẻ em dưới 14 tuổi.

## Sau khi kết thúc và tranh cãi

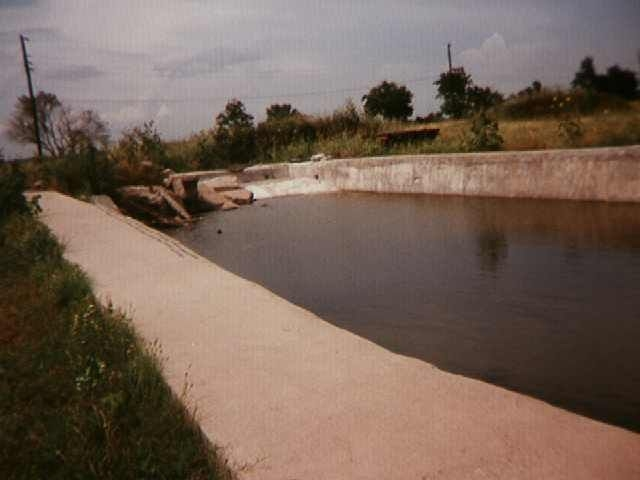
Một hồ nước còn lại ở Núi Carmel 1997

Tân giám đốc ATF, John Magaw chỉ trích một số sai lầm của ATF khi tấn công Waco. Hiện giờ, người ta đang tranh cãi rằng bên nào gây cháy, có một số người cho rằng FBI gây ra cháy, số khác cho rằng giáo phái đã tự làm cháy.

## Thông tin tham khảo

### Điều tra và nội dung điều trần của chính phủ
- "Hearings before the Subcommittee on Oversight of the Committee on Ways and Means, House of Representatives, One Hundred Third Congress regarding Administration's fiscal year 1994 budget proposals for the Bureau of Alcohol, Tobacco, and Firearms, U.S. Tax Court, and Internal Revenue Service, April 22 and 28, 1993." Link to online and PDF versions.
- "Events surrounding the Branch Davidian cult standoff in Waco, Texas: hearing before the Committee on the Judiciary, House of Representatives, One Hundred Third Congress, first session, ngày 28 tháng 4 năm 1993." Archive.org Link to online and PDF versions.
- "Raid on the Branch Davidian Compound, Waco, Texas. Hearing before House of Representatives Committee on Appropriations subcommittee on the Treasury, Postal Service, and General Government Appropriations, ngày 9 tháng 6 năm 1993."
- "Texas Department of Public Safety, Texas Rangers Branch Davidian Evidence Reports" Lưu trữ ngày 7 tháng 1 năm 2009 tại Wayback Machine, released online September 1999 and January 2000.
  - Texas Rangers Investigative Report, Branch Davidian Evidence, September 1999 Lưu trữ ngày 17 tháng 8 năm 2000 tại Wayback Machine 34.6 MB PDF
  - Texas Rangers Investigative Report No. 2, Branch Davidian Evidence, January 2000
  - Report #2, Part 1 Lưu trữ ngày 20 tháng 2 năm 2011 tại Wayback Machine
  - Report #2, Part 2 Lưu trữ ngày 20 tháng 2 năm 2011 tại Wayback Machine
  - Report #2, Part 3 Lưu trữ ngày 20 tháng 2 năm 2011 tại Wayback Machine
  - Report #2, Part 4 Lưu trữ ngày 20 tháng 2 năm 2011 tại Wayback Machine
- "s:Report of the Department of the Treasury on the Bureau of Alcohol, Tobacco, and Firearms Investigation of Vernon Wayne Howell Also Known as David Koresh September 1993." archive.org, PDF
  - Department of the Treasury, Memorandum to the Press "Weapons Possessed by the Branch Davidians" ngày 13 tháng 7 năm 1995.
- "s:Report to the Justice and Treasury Departments regarding law enforcement interaction with the Branch Davidians in Waco, Texas," by Nancy T. Ammerman, September 1993 and "s:Correspondence to Deputy Attorney General Heymann regarding Waco Report - Addendum" from Nancy T. Ammerman, ngày 10 tháng 9 năm 1993.
- "s:Report to the Deputy Attorney General on the Events at Waco, Texas" (redacted version), USDOJ, ngày 8 tháng 10 năm 1993. Also available from Department of Justice.
  - "s:Lessons of Waco: Proposed changes in Federal Law Enforcement" by Philip B. Heymann Deputy Attorney General. ngày 8 tháng 10 năm 1993. (Washington: USDOJ, 1993). ISBN 0-16-042977-3 Also available from Department of Justice.
  - "s:Evaluation of the Handling of the Branch Davidian Stand-off in Waco, Texas" (redacted version), Edward S.G. Dennis, Jr., USDOJ, ngày 8 tháng 10 năm 1993. Department of Justice version.
  - "Recommendations of Experts for Improvements in Federal Law Enforcement after Waco," ngày 8 tháng 10 năm 1993 (Washington: USDOJ, 1993). ISBN 0-16-042974-9 (not available online)
  - Wikicommons FBI photos of ngày 19 tháng 4 năm 1993 siege and fire at Mount Carmel
- "s:Branch Davidian Negotiation Transcript from April 18," the day before the 1993 FBI actions and the Mount Carmel fire.
- "Report and Recommendations. Concerning the Handling of Incidents Such As the Branch Davidian Standoff in Waco Texas", Alan A. Stone, M.D., ngày 10 tháng 11 năm 1993. (Also known as "Stone Report") (full copy including all documents, appendixes, press release, exhibits, etc.)
- "House of Representatives Report 104-749 – s:Activities of federal law enforcement agencies toward the Branch Davidians." Joint report by the House of Representatives' Committee on Government Reform and Oversight and Committee on the Judiciary's July 2005 hearings. (Or see Government printing office PDF.)
  - "Joint Hearings before the Subcommittee on Crime of the Committee on the Judiciary House of Representatives and the Subcommittee on National Security, International Affairs and Criminal Justice of the Committee on Government Reform and Oversight, One Hundred Fourth Congress, First Secession." Part 1 – July 19, 20, 21, 24: PDF; Part 2 – July 25, 26, 27: PDF; Part 3 – July 28, 31, August 1: PDF
  - "s:Department of Defense: Military Assistance During the Branch Davidian Incident," ngày 21 tháng 8 năm 2000 letter from Carol R. Schuster of National Security Preparedness Issues, to Dan Burton, Chairman of the Committee on Government Reform. PDF version Lưu trữ ngày 27 tháng 2 năm 2021 tại Wayback Machine
  - "s:Remarks to Federal Law Enforcement" regarding the House hearings, ngày 20 tháng 7 năm 1995 by Bill Clinton
- "The aftermath of Waco: changes in federal law enforcement. Hearings before the Committee on the Judiciary, United States Senate, One Hundred Fourth Congress. October 31 and ngày 1 tháng 11 năm 1995." Link to online and PDF versions.
- "s:Final report to the Deputy Attorney General concerning the 1993 confrontation at the Mt. Carmel Complex, Waco Texas," by John C. Danforth, special counsel. Issued ngày 8 tháng 11 năm 2000. (Also known as the "Danforth Report.") (cesnur.org copy, linked from PBS report )
- "House Report 106-1037 – The Tragedy at Waco: New Evidence Examined, Committee on Government Reform. Thursday, ngày 28 tháng 12 năm 2000."
- Sacred and Profane: How not to negotiate with believers by Malcolm Gladwell, New Yorker, ngày 31 tháng 3 năm 2014

### Hành pháp
- United States v. Branch, W.D. Texas Criminal Case No. 6:93cr46, trial transcript ngày 10 tháng 1 năm 1994 – ngày 26 tháng 2 năm 1994; 91 F.3d 699 (5th Cir. 1996)
- United States v. Castillo, 179 F.3d 321 (1999); Castillo v. United States, 120 S.Ct. 2090 (2000); on remand, 220 F.3d 648 (5th Cir. 2000)
- Andrade v. United States, W.D. Texas Civil Action No. W-96-CA-139, trial transcript ngày 19 tháng 6 năm 2000 – ngày 14 tháng 7 năm 2000; 116 F.Supp.2d 778 (W.D. Tex. 2000)
- Andrade v. Chojnacki, 338 F.3d 448 (5th Cir. 2003)
- s: Graeme Craddock Testimony on Waco Fire, October 1999 civil suit deposition regarding ngày 19 tháng 4 năm 1993 fire at Branch Davidian home and church.

### Sách tham khảo
- Anthony, D. and T. Robbins (1997). "Religious totalism, exemplary dualism and the Waco tragedy." In Robbins and Palmer 1997, 261–284.
- Bell, Randall (2009). Strategy 360. Laguna Beach, CA: Owners Manual Press. ISBN 978-1-933969-16-9.
- Christopher Whitcomb. Cold Zero: Inside the FBI Hostage Rescue Team. ISBN 0-552-14788-5. (Also covers Ruby Ridge.)
- Docherty, Jayne Seminare. Learning Lessons From Waco: When the Parties Bring Their Gods to the Negotiation Table (Syracuse, New York: Syracuse University Press, 2001). ISBN 0-8156-2751-3
- Kerstetter, Todd. "'That's Just the American Way': The Branch Davidian Tragedy and Western Religious History," Western Historical Quarterly, Vol. 35, No. 4, Winter 2004.
- Kopel, David B. and Paul H. Blackman. No More Wacos: What's Wrong With Federal Law Enforcement and How to Fix It (Amherst, New York: Prometheus Books, 1997). ISBN 1-57392-125-4
- Lewis, James R. (ed.). From the Ashes: Making Sense of Waco (Lanham, Maryland: Rowman & Littlefield, 1994). ISBN 0-8476-7915-2 (cloth) ISBN 0-8476-7914-4 (paper)
- Linedecker, Clifford L. Massacre at Waco, Texas: The Shocking Story of Cult Leader David Koresh and the Branch Davidians (New York: St. Martin's Paperbacks, 1993). ISBN 0-312-95226-0
- Lynch, Timothy. No Confidence: An Unofficial Account of the Waco Incident (Washington: Cato Institute, 2001).
- Moore, Carol. The Davidian Massacre: Disturbing Questions Abut Waco Which Must Be Answered." (Virginia: Gun Owners Foundation, 1995). ISBN 1-880692-22-8
- Newport, Kenneth G. C. "The Branch Davidians of Waco: The History and Beliefs of an Apocalyptic Sect" (Oxford University Press, 2006). ISBN 0-19-924574-6, ISBN 978-0-19-924574-1
- Reavis, Dick J. The Ashes of Waco: An Investigation (New York: Simon and Schuster, 1995). ISBN 0-684-81132-4
- Tabor, James D. and Eugene V. Gallagher. Why Waco?: Cults and the Battle for Religious Freedom in America (Berkeley: University of California Press, 1995). ISBN 0-520-20186-8
- Thibodeau, David and Leon Whiteson. A Place Called Waco: A Survivor's Story (New York: PublicAffairs, 1999). ISBN 1-891620-42-8
- Wright, Stuart A. (ed.). Armageddon in Waco: Critical Perspectives on the Branch Davidian Conflict (Chicago: University of Chicago Press, 1995).